# Paecilaema laevifemur
Paecilaema laevifemur is een hooiwagen uit de familie Cosmetidae.